# The Oamaru Mail
The Oamaru Mail ist eine täglich erscheinende, regionale Tageszeitung in Neuseeland. Ihr Einzugsgebiet liegt auf der Südinsel im nordöstlichen Teil der Region Otago. Die Zeitung hat ihren Sitz in Oamaru.

## Geschichte
Am 22. April 1876 wurde die Evening Mail in Oamaru gegründet und politisch gegen die Abschaffung der damaligen Provinzen in Neuseeland eingesetzt. Das Blatt wurde gegen die North Otago Times, eine morgendlich erscheinende Tageszeitung, die zu der Zeit den Zeitungsmarkt im Norden von Otago dominierte und dessen Herausgeber sich für die Abschaffung der Provinzen einsetzte, positioniert.
Nachdem die Evening Mail mit technischen Schwierigkeiten zu kämpfen hatte und die Auflösung der Provinzen beschlossen war, stand das Blatt Anfang 1877 vor seiner Abwicklung. Zu dieser Zeit kam der neuseeländische Zeitungsmacher und spätere Politiker George Jones, der schon zuvor die Waikato Times und die Evening News gegründet hatte, nach Oamaru, kaufte die Evening Mail auf, stattete sie finanziell gut aus und bekam mit der politischen Attacke auf den früheren Premierminister Frederick Whitaker sehr schnell einen Konflikt mit der Regierung. Jones gab in dieser Zeit dem Blatt mit Oamaru Mail einen neuen Namen, brachte sie täglich ab drei Uhr nachmittags auf den Markt und führte die Zeitung so erfolgreich weiter. 1909 gründete Jones für die Oamaru Mail eine eigene Firma und kaufte darüber die Southland News aus dem Süden des Landes dazu.
Die Oamaru Mail blieb bis in die 1970er Jahre im Besitz der Jones-Familie und wurde dann nacheinander über die NZ News Limited und die Familie Wilson & Horton an die APN NZ Media, die dem australischen APN News & Media Konzern gehörte, verkauft. Im November 2011 wurde die Oamaru Mail auf das Tabloid-Format und Erscheinungsweise morgendlich alle fünf Tage umgestellt. 2013 interessierte sich die im Familienbesitz befindliche Mainland Media Ltd aus Christchurch für das Blatt und kaufte sie sowie den Christchurch Star und sechs weitere kleinere lokale Zeitungen der APN NZ Media ab.
Ab dem 1. August 2014 ging die Oamaru Mail in den Besitz der Allied Press Limited aus Dunedin über, die bereits die Otago Daily Times und mehrere kleinen lokalen Zeitungen in den Regionen Otago, Canterbury und Southland herausgibt.

## Die Zeitung heute
Die Oamaru Mail hatte 2014 eine durchschnittliche tägliche Auflage von 2.126 Exemplaren und erscheint als Morgenausgabe, täglich montags bis freitags.